# Ínguino
Ínguino-Frei ou Ínguino (em sueco: Yngve-Frej ou Yngve; em nórdico antigo: Yngvi/Yngve; em inglês antigo: Ingwine; em alto-alemão antigo: Inguin), um rei lendário dos Suíones por volta do século I. É idêntico ao deus Frei da mitologia nórdica.
Está referido na Saga dos Inglingos e na Edda em prosa do historiador islandês Snorri Sturluson do século XIII, que o afirma contemporâneo do imperador romano Augusto (r. 27 a.C.-14 d.C.). Teria sido o primeiro rei da Casa dos Inglingos, cujo nome Ynglinga derivaria precisamente de Yngve. Era filho do deus Niordo e pai do rei Fliolmo.
Snorri Sturluson conta: Quando Ínguino-Frei morreu, foi feito um monte sobre a sua sepultura em Upsália. Durante três anos, os Suíones continuaram a depositar os seus impostos nesse monte, pensando que o rei estava vivo. Finalmente descobriram o embuste, mas atribuíram a Ínguino-Frei esses anos de boas colheitas e de paz, pelo que começaram a adorá-lo como o deus Frei.